# 503国道
503国道也作国道503线、G503线、五通公路或五通线，是中华人民共和国国道之一，属于一条国道联络线，始于黑龙江省哈尔滨市五常市与222国道相接，向西途径榆树市、扶余市、松原市和乾安县等地，于通榆县与301省道相接。